# النظر في الوجه العزيز
النظر في وجه العزيز مجموعة قصصية الأولى للكاتب المغربي أحمد بوزفور، صدرت سنة 1983، وتمثل  إحدى المحطات التي ارتبطت بتحولات الكتابة القصصية في المغرب خلال بدايات الثمانينيات، من حيث الأسلوب والاهتمام بتجريب أشكال سردية مغايرة.

## نبذة عن الكتاب
تمثل المجموعة القصصية أول عمل قصصي للكاتب أحمد بوزفور، بعد إصدارات سابقة له في الشعر والدراسات الأدبية. تتضمن المجموعة قصصًا قصيرة، تندرج ضمن نمط الكتابة المكثفة والمفتوحة، وتستند في جزء منها إلى عناصر مستمدة من التراث والموروث الشعبي.

## المضمون والبناء
تتناول المجموعة القصصية مضمونًا إنسانيًا وفلسفيًا، حيث تستكشف قصصها مثل "يسألونك عن القتل" و"الغراب" و"حدث ذات يوم في الجبل الأقرع" قضايا الوجود والعلاقات الإنسانية والصراع مع الذات والآخر، كما تعكس نصوص مثل "الأعرج يتزوج" و"الألوان تلعب الورق أو مصطفى وخديجة" تعقيدات المجتمع والتفاعلات بين الأشخاص، بينما تحمل قصص مثل "النقطة السوداء" و"اللوح المحفوظ" أبعادًا رمزية وتأملية حول القدر والإدراك البشري. تتنوع المواضيع بين الواقعي والغرائبي، مع تركيز على التفاصيل الصغيرة التي تحمل دلالات كبيرة، مما يجعل المجموعة غنية بالرموز والتساؤلات الوجودية.
تعتمد بعض القصص على تقنية التوازي السردي، حيث تتداخل عدة مسارات حكائية ضمن النص الواحد، مع تحقيق توازن بين البعدين النفسي والاجتماعي، كما يظهر في قصص مثل "يسألونك عن القتل" و"رؤيا حمداش"
1. 1 2  "قصص عن الحب والموت تشكل روايات غير مكتملة". aawsat.com. اطلع عليه بتاريخ 2025-07-02.
2. 1 2  admin (29 يوليو 2015). "المتوازيات السردية... قراءة في «النظر في الوجه العزيز» للمغربي أحمد بوزفور". القدس العربي. اطلع عليه بتاريخ 2025-07-02.
3. ↑  الأدبية، طنجة (18 أبريل 2025). "مقالة: الطريقُ إلى الوَجْهِ العَزيز". موقع طنجة الأدبية. مؤرشف من الأصل في 2025-05-16. اطلع عليه بتاريخ 2025-07-02.
4. ↑  "بُوزْفور وقصصه". القدس العربي. 22 مايو 2012. اطلع عليه بتاريخ 2025-07-02.
5. ↑  بيضي، أحمد؛ ثقافية، أنوار بريس (15 أبريل 2025). "الطريق إلى الوجه العزيز". أنوار بريس ثقافية. اطلع عليه بتاريخ 2025-07-02.